# Colonia Agua Fría
Colonia Agua Fría är en ort i Mexiko.   Den ligger i kommunen Córdoba och delstaten Veracruz, i den sydöstra delen av landet, 230 km öster om huvudstaden Mexico City. Colonia Agua Fría ligger 973 meter över havet och antalet invånare är 200.
Terrängen runt Colonia Agua Fría är huvudsakligen kuperad, men den allra närmaste omgivningen är platt. Terrängen runt Colonia Agua Fría sluttar söderut. Runt Colonia Agua Fría är det tätbefolkat, med 550 invånare per kvadratkilometer. Närmaste större samhälle är Córdoba, 6,0 km sydost om Colonia Agua Fría. Trakten runt Colonia Agua Fría består till största delen av jordbruksmark.